# Малишева (Каргапольський район)
Ма́лишева (рос. Малышева) — село у складі Каргапольського району Курганської області, Росія. Адміністративний центр Бахаревської сільської ради.
Населення — 364 особи (2010, 436 у 2002).
Національний склад населення станом на 2002 рік: росіяни — 93 %.